# Aplosonyx cinctus
Aplosonyx cinctus (лат.) — вид жуков-листоедов рода Aplosonyx из подсемейства козявки (Galerucinae, Chrysomelidae). Распространен в Юго-Восточной Азии (Юньнань, Китай). Мелкие жуки (длина тела 9—10 мм). Этот вид можно отличить от других видов по чёрным переднеспинке и надкрыльям, все края переднеспинки и надкрылий жёлтые, включая жёлтый шов. Этот вид отличается от A. orientalis цветом тела, стройным эдеагусом, при боковом виде его вершина сильно загнута. Голова и брюшко жёлтые, усики и вентральная поверхность торакса чёрные, надкрылья чёрные со всеми краями жёлтые, включая шов надкрылий; щитик чёрный с жёлтой вершиной; бёдра и голени снаружи чёрные внутри жёлтые, тазики и коготки коричневые. Голова маленькая, лобные бугорки отчётливые, усики тонкие, доходят до середины каждого надкрылья, в целом три базальных антенномера блестящие, антенномер 2 самый короткий, антенномер 3 длиннее антенномера 2, антенномер 4 самый длинный и длиннее антенномеров 2 и 3 вместе взятых. Пронотум шире головы, почти в 2 раза шире её длины.